# Sigibert I.

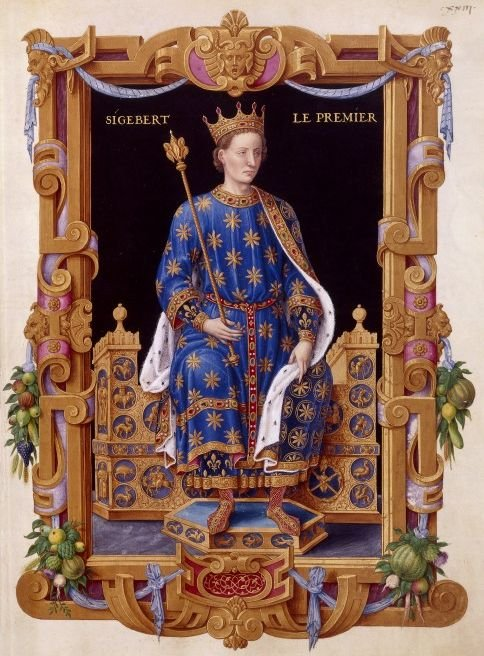
Sigibert I. (neuzeitliche Darstellung)

Sigibert I. (auch Sigebert und Siegbert; * um 535; † November/Dezember 575 in Vitry-en-Artois) war ein Frankenkönig aus dem Haus der Merowinger. Er herrschte 561 bis 575 im Teilreich Austrasien.

## Leben
Sigibert war der fünfte und jüngste Sohn aus der ersten Ehe des Königs Chlothar I. mit der Königin Ingund(e). Er hatte auch einen Halbbruder, Chilperich I., aus der späteren Ehe Chlothars mit Ingunds Schwester Arnegunde. Chilperich war etwas älter als Sigibert, da Chlothar nach seiner Heirat mit Chilperichs Mutter Arnegunde seine bisherige Verbindung mit Sigiberts Mutter Ingund nicht aufgab. Als Chlothar, unter dem das Reich zuletzt wieder vereint gewesen war, 561 starb, waren die beiden ältesten Söhne aus seiner Ehe mit Ingund bereits gestorben; am Leben waren neben Chilperich noch drei Söhne Ingunds: Charibert I., Guntram I. (Gunthchramn) und Sigibert. Chilperich bemächtigte sich sogleich nach Chlothars Begräbnis der Stadt Paris und des Thronschatzes, um seine Halbbrüder zu übervorteilen. Die drei Söhne Ingunds vertrieben ihn jedoch aus Paris und erzwangen eine „legitime“, also merowingischem Brauch entsprechende Aufteilung der Herrschaft über das Reich, wobei Chilperich den geringsten Teil erhielt. Sigibert bekam den nordöstlichen Reichsteil mit dem Königssitz Reims; dazu gehörten außer der Champagne (einschließlich Laon) alle fränkischen Gebiete östlich des Rheins und nördlich der Donau. Für diesen Reichsteil kam in der zweiten Hälfte des 6. Jahrhunderts die Bezeichnung Austrasien auf. Ferner gehörten zu Sigiberts Anteil im Süden die Auvergne und ein Teil der Provence mit Marseille.
Chilperich, der von Chlothar I. als Lieblingssohn bevorzugt worden war, war mit dieser für ihn ungünstigen Aufteilung nicht zufrieden. Als Sigibert mit einem Feldzug gegen die Awaren im Osten beschäftigt war, griff Chilperich Austrasien an, verwüstete das Land und nahm einige Städte ein. Sigibert konnte jedoch, nachdem er die Awaren besiegt hatte, bei einem Gegenangriff nicht nur seine Gebiete zurückerobern, sondern sogar Chilperichs Hauptstadt Soissons einnehmen und dauerhaft in seinem Besitz behalten. Wenige Jahre später – wohl 566 – griffen die Awaren allerdings erneut an. Diesmal erlitt Sigibert eine schwere Niederlage, und ihm drohte die Gefangennahme; es gelang ihm jedoch, sich mit „Geschenken“ freien Abzug und eine dauerhafte Friedensvereinbarung mit den Awaren zu erkaufen.
Als Charibert I., der als ältester der Brüder Paris erhalten hatte, 567 ohne männliche Nachkommen starb, teilten die drei überlebenden Brüder seinen Reichsteil untereinander auf, wobei jeder sowohl im Norden als auch im Süden Gebietsteile erhielt. Zu Sigiberts Neuerwerbungen gehörten im Norden (Francia) die Städte Meaux, Avranches, Châteaudun, Vendôme und Tours, im Süden Poitiers, Albi, Aire, Couserans und Bayonne. Für Paris und seine Umgebung wurde eine gemeinsame Verwaltung vereinbart.

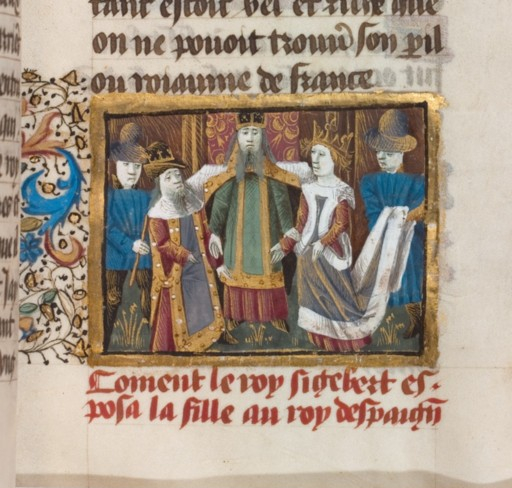
Hochzeit des Sigibert mit Brunichild

Wiederum war Chilperich mit seinem Anteil nicht zufrieden. Die fortdauernde Spannung und Rivalität zwischen ihm und Sigibert wurde nun durch heiratspolitische Entwicklungen drastisch verschärft. Sigibert verfolgte eine gotenfreundliche Politik und heiratete 566 Brunichild, eine Tochter des Westgotenkönigs Athanagild. Darauf wollte Chilperich ebenfalls eine Königstochter heiraten und bat Athanagild um die Hand von Brunichilds älterer Schwester Gailswintha. 567 wurde die Ehe Chilperichs mit Gailswintha geschlossen, doch trennte sich Chilperich nicht von seiner Konkubine Fredegunde. Um 570 ließ er Gailswintha ermorden und heiratete Fredegunde. Daraus resultierte eine dauerhafte Feindschaft zwischen Chilperich und Brunichild, die zum politischen Gegensatz zwischen Chilperich und Sigibert wegen der Gebietsaufteilung hinzukam.
Chilperich begann den Krieg gegen Sigibert mit der Besetzung von Tours und Poitiers; damit wollte er eine Verbindung zwischen seinen nördlichen Kerngebieten und seinem Besitz im Süden schaffen. Sigibert bat Guntram um Hilfe, worauf ein Heer Guntrams unter dem fähigen Feldherrn Mummolus Chilperichs Truppen zum Rückzug zwang. Als es aber 573 zum Bruch zwischen Sigibert und Guntram kam, nutzte Chilperich diese Gelegenheit zu neuen Angriffen auf Sigiberts Gebiet. Sein Heer richtete in den Gegenden von Tours, Poitiers, Limoges und Cahors schwere Verwüstungen an. Chilperich verbündete sich mit Guntram, der aber vor dem Kampf gegen das überlegene Heer Sigiberts zurückschreckte und seinen Verbündeten im Stich ließ, worauf Chilperich um Frieden bitten musste. Im folgenden Jahr (575) begann Sigibert mit überlegenen Kräften eine Offensive; einen wesentlichen Teil seines Heeres bildeten neben den Franken auch Sachsen, Schwaben, Thüringer und Angehörige anderer östlich des Rheins lebender Stämme. Er besetzte Paris sowie große Teile von Chilperichs Reich, wobei er bis nach Rouen vordrang. Viele Große aus Chilperichs Reich wechselten die Front. Chilperich verschanzte sich in Tournai und geriet in eine aussichtslose Lage. Sigibert entsandte einen Heeresteil, um ihn dort zu belagern.

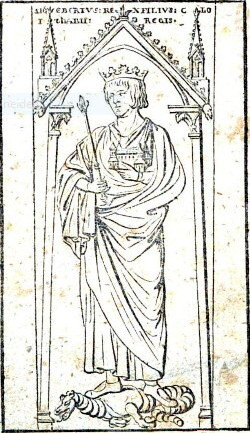
Sigiberts I. Grabmal zu Soissons nach einem Holzschnitt von Gubitz, abgedruckt in einem Buch des Germanisten Zeune über das Nibelungenlied

Als Sigibert im November oder Dezember 575 in Vitry-en-Artois von den dort versammelten bisherigen Kämpfern Chilperichs zu deren König erhoben wurde, was mit einer zuvor getätigten Einladung und nach fränkischem Brauch mit einer Schilderhebung verbunden war, wurde er von zwei Mördern im Auftrage Fredegundes mit vergifteten Messern oder Dolchen (Skramasax) erstochen. Da sein Sohn und Nachfolger Childebert II. noch unmündig war, führte sein Tod zu einer Wende im Kriegsverlauf. Chilperich war durch das Eingreifen Fredegundes gerettet; er konnte die verlorenen Gebiete zurückerobern und darüber hinaus auch den ganzen Teil des ehemaligen Reichs Chariberts, der 567 Sigibert zugefallen war, in seinen Besitz bringen. Sigibert wurde auf Anweisung Chilperichs zunächst in dem Dorf Lambres begraben; später wurde er – wohl auf Veranlassung seines Sohnes Childebert – in der Kirche von Saint-Médard in Soissons beigesetzt, wo auch sein Vater bestattet war. Unter Sigibert gewann Metz als zusätzlicher Königssitz neben Reims an Bedeutung. Zu seinen Leistungen gehört die Befriedung der Ostgrenze nach den Kämpfen gegen die Awaren.
Sigibert hatte mit Brunichild drei Kinder, den Thronfolger Childebert (als dessen Regent bis 581 der Hausmeier Gogo fungierte) und zwei Töchter, Ingund und Chlodoswinth. Ingund wurde mit Hermenegild verheiratet, dem älteren der beiden Söhne des Westgotenkönigs Leovigild.